# 季宅乡
季宅乡，是中华人民共和国浙江省丽水市青田县下辖的一个乡镇级行政单位。

## 行政区划
季宅乡下辖以下地区：
黄放口村、季宅村、皇山村、引坑村、泮山村和下庄村。